# لوسيان هوفمان
لوسيان هوفمان هو نحات بلجيكي، ولد في 1891 في بروكسل في بلجيكا، وتوفي في 1951 في ويليويه سانت بيتر في بلجيكا.